# Desfontainia spinosa
Desfontainia spinosa Ruiz & Pav. – gatunek roślin z monotypowego rodzaju Desfontainia z rodziny Columelliaceae. Występuje w Ameryce Południowej wzdłuż Andów od Kostaryki po zachodnią część archipelagu Ziemia Ognista. Rośnie w wilgotnych i chłodnych lasach, m.in. wspólnie z zacierpem Wintera Drimys winteri i Nothofagus betuloides. Kwiaty zapylane są przez kolibry.
Gatunek jest uprawiany jako roślina ozdobna na obszarach o łagodnym, wilgotnym klimacie (np. w zachodniej Europie, na Nowej Zelandii, w Ameryce Północnej). Naparowi z jego liści przypisuje się właściwości halucynogenne, ale nie zostały one jednoznacznie potwierdzone. Roślina wykorzystywana bywa także do barwienia tkanin na żółto.
Nazwa rodzajowa upamiętnia francuskiego botanika Renégo Louiche Desfontainesa (1750-1833).

## Morfologia

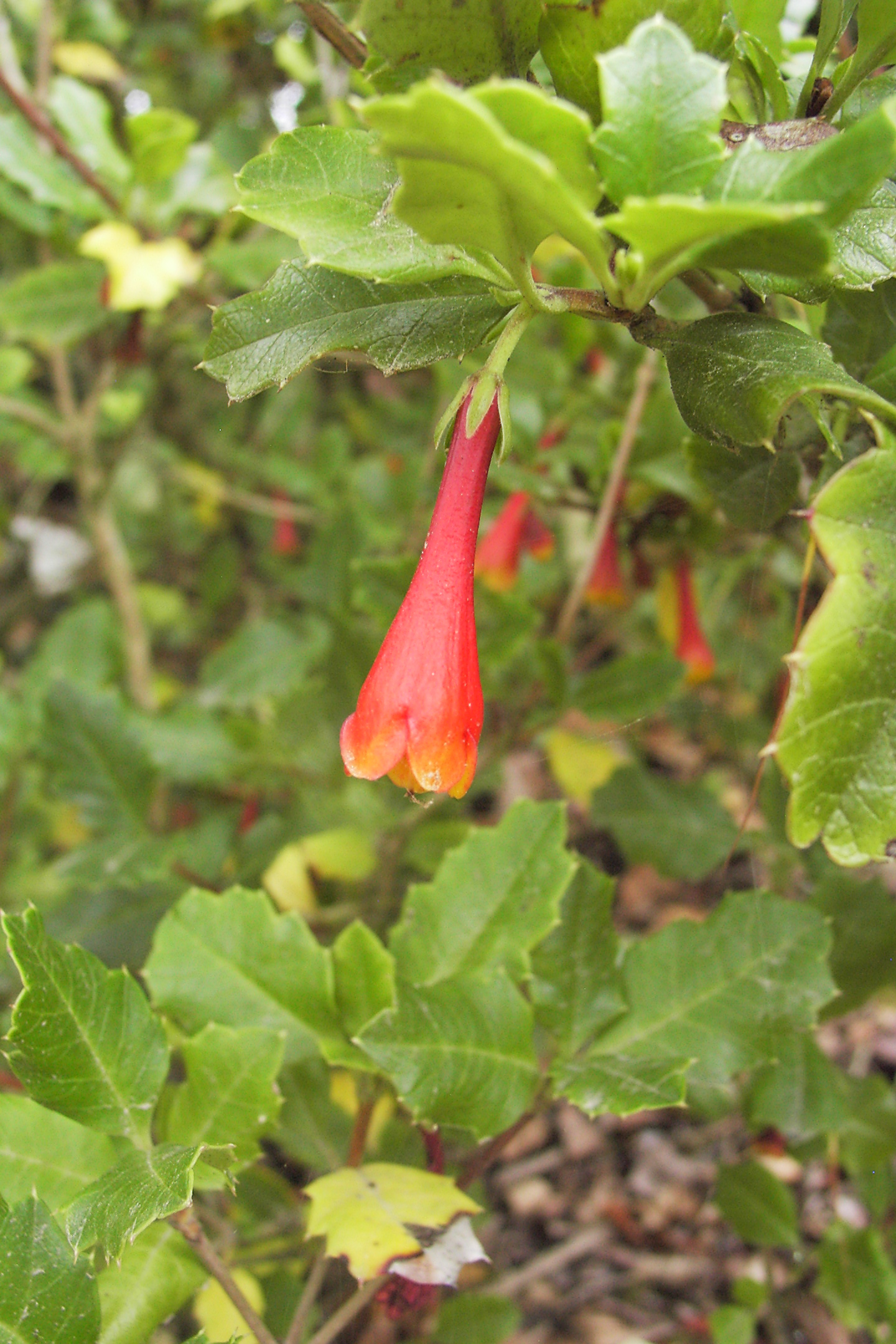
Desfontainia spinosa

PokrójKrzew osiągający do 3 m wysokości, z łuszczącą się korą.
LiścieNaprzeciwległe, bez przylistków. Blaszka liściowa jest pojedyncza, skórzasta, naga, kolczasto ząbkowana (liście podobne są do liści ostrokrzewu kolczastego).
KwiatyPojedyncze na szczycie pędów. Kwiaty są obupłciowe i zwykle promieniste. Na hypancjum osadzonych jest 5 zrośniętych działek kielicha. Kielich jest trwały (pozostaje na owocu). Pięć płatków korony jest zrośniętych w czerwoną rurkę zakończoną żółtymi łatkami. Pręcików jest pięć. Osadzone są na krótkich nitkach, tworząc pierścień w gardzieli rurki. Zalążnia jest górna i powstaje w wyniku zrośnięcia 5 owocolistków. Na szczycie zalążni znajduje się smukła i długa szyjka słupka.
OwoceŻółtawo-białe do zielonkawo-fioletowych niewielkie jagody.

## Systematyka
Desfontainia włączana była w przeszłości do loganiowatych Loganiaceae, ale bliskie, siostrzane pokrewieństwo z rodzajem Columellia potwierdziły badania molekularne, palinologiczne i z zakresu anatomii drewna. W systemach Angiosperm Phylogeny Group rodzaje te klasyfikowane są do wspólnej rodziny Columelliaceae. Ostatni wspólny przodek z rodzajem Columellia rósł około 64 miliony lat temu.
D. spinosa jest gatunkiem bardzo zmiennym i w niektórych ujęciach dzielony jest na dwa lub trzy gatunki.